# 30기 왕위전
30기 왕위전은 중앙일보가 주최하고 한국기원 소속 전문기사로 참가한 국내 기전이다. 도전 7번기 에서는 특별 九단 승단한 우승자 도전자 이창호 九단이 특별 九단 승단한 준우승자 왕위 유창혁 九단을 4:2로 꺾고 5년만에 왕위를 탈환하여 통산 2회 우승을 차지했다.

## 대국 결과
- 굵은 글씨는 대국 결과 중에서 공배를 메워 계가한 것을 기준으로 한다

| 대진                | 연도   | 대국일자  | 승자          | 패자          | 결과             | 기보 |
| ------------------- | ------ | --------- | ------------- | ------------- | ---------------- | ---- |
| 본선리그 1국        | 1995년 | 8월 1일   | 서봉수 九단   | 강훈(大) 八단 | 232수 백 불계승  |      |
| 본선리그 2국        | 1995년 | 8월 3일   | 최규병 七단   | 최명훈 四단   | 274수 백 2집반승 |      |
| 본선리그 3국        | 1995년 | 8월 21일  | 이창호 八단   | 서능욱 九단   | 263수 백 4집반승 |      |
| 본선리그 4국        | 1995년 | 8월 21일  | 조훈현 九단   | (故)김인 九단 | 220수 백 불계승  |      |
| 본선리그 5국        | 1995년 | 9월 6일   | 최규병 七단   | 강훈(大) 八단 | 177수 흑 불계승  |      |
| 본선리그 6국        | 1995년 | 9월 11일  | 최명훈 四단   | 서봉수 九단   | 269수 백 1집반승 |      |
| 본선리그 7국        | 1995년 | 9월 15일  | 이창호 八단   | (故)김인 九단 | 161수 흑 불계승  |      |
| 본선리그 8국        | 1995년 | 10월 11일 | 서봉수 九단   | (故)김인 九단 | 249수 흑 불계승  |      |
| 본선리그 9국        | 1995년 | 10월 11일 | 조훈현 九단   | 서능욱 九단   | 247수 백 9집반승 |      |
| 본선리그 10국       | 1995년 | 10월 19일 | 최규병 七단   | 서능욱 九단   | 298수 백 9집반승 |      |
| 본선리그 11국       | 1995년 | 11월 13일 | 이창호 八단   | 최명훈 四단   | 172수 백 불계승  |      |
| 본선리그 12국       | 1995년 | 11월 13일 | 조훈현 九단   | 강훈(大) 八단 | 140수 백 불계승  |      |
| 본선리그 13국       | 1995년 | 11월 13일 | 최규병 七단   | (故)김인 九단 | 233수 흑 6집반승 |      |
| 본선리그 14국       | 1995년 | 12월 12일 | 이창호 八단   | 강훈(大) 八단 | 173수 흑 불계승  |      |
| 본선리그 15국       | 1995년 | 12월 14일 | 서봉수 九단   | 서능욱 九단   | 209수 흑 불계승  |      |
| 본선리그 16국       | 1996년 | 1월 15일  | 이창호 八단   | 최규병 七단   | 122수 백 불계승  |      |
| 본선리그 17국       | 1996년 | 1월 15일  | (故)김인 七단 | 강훈(大) 八단 | 238수 백 불계승  |      |
| 본선리그 18국       | 1996년 | 1월 29일  | 서능욱 九단   | 최명훈 七단   | 256수 백 불계승  |      |
| 본선리그 19국       | 1996년 | 2월 2일   | 조훈현 九단   | 최명훈 七단   | 149수 흑 불계승  |      |
| 본선리그 20국       | 1996년 | 2월 16일  | 이창호 八단   | 최규병 七단   | 122수 백 불계승  |      |
| 본선리그 21국       | 1996년 | 2월 21일  | (故)김인 七단 | 강훈(大) 八단 | 238수 백 불계승  |      |
| 본선리그 22국       | 1996년 | 3월 18일  | 조훈현 九단   | 서봉수 九단   | 268수 흑 4집반승 |      |
| 본선리그 23국       | 1996년 | 3월 26일  | (故)김인 九단 | 서능욱 九단   | 267수 흑 1집반승 |      |
| 본선리그 24국       | 1996년 | 4월 8일   | 최명훈 四단   | 강훈(大) 八단 | 기타 기권승      |      |
| 본선리그 25국       | 1996년 | 4월 15일  | 조훈현 九단   | 최규병 七단   | 197수 흑 불계승  |      |
| 본선리그 26국       | 1996년 | 4월 16일  | 이창호 八단   | 서봉수 九단   | 195수 흑 불계승  |      |
| 본선리그 27국       | 1996년 | 5월 14일  | 서봉수 九단   | 최규병 七단   | 310수 흑 반집승  |      |
| 본선리그 28국       | 1996년 | 5월 14일  | 조훈현 九단   | 이창호 八단   | 181수 흑 불계승  |      |
| 본선리그 동률재대국 | 1996년 | 5월 21일  | 이창호 八단   | 조훈현 九단   | 190수 백 불계승  |      |
| 도전 1국            | 1996년 | 5월 27일  | 이창호 八단   | 유창혁 七단   | 204수 백 불계승  |      |
| 도전 2국            | 1996년 | 6월 7일   | 유창혁 七단   | 이창호 八단   | 258수 백 불계승  |      |
| 도전 3국            | 1996년 | 6월 14일  | 이창호 八단   | 유창혁 七단   | 148수 백 불계승  |      |
| 도전 4국            | 1996년 | 6월 21일  | 이창호 九단   | 유창혁 九단   | 149수 흑 불계승  |      |
| 도전 5국            | 1996년 | 7월 3일   | 유창혁 九단   | 이창호 九단   | 181수 흑 불계승  |      |
| 도전 6국            | 1996년 | 7월 12일  | 이창호 九단   | 유창혁 六단   | 117수 흑 불계승  |      |
| 도전 7국            | 1996년 | 7월 일    |               |               |                  |      |